# USS Rinehart (DE-196)
USS Rinehart (DE-196) là một tàu hộ tống khu trục lớp Cannon từng phục vụ cùng Hải quân Hoa Kỳ trong Chiến tranh Thế giới thứ hai. Nó là chiếc tàu chiến duy nhất của Hải quân Hoa Kỳ được đặt cái tên này, theo tên Trung úy Hải quân Clark Franklin Rinehart (1910-1942), phi công phục vụ cùng Liên đội Tiêm kích VF-2 trên tàu sân bay Lexington (CV-2), đã mất tích trong Trận chiến biển Coral vào ngày 8 tháng 5, 1942 và được truy tặng Huân chương Chữ thập bay Dũng cảm. Nó đã phục vụ cho đến khi chiến tranh kết thúc, xuất biên chế năm 1946, rồi được chuyển cho Hải quân Hoàng gia Hà Lan năm 1950, và tiếp tục phục vụ như là chiếc HNLMS De Bitter (F.807) cho đến năm 1967. Con tàu bị tháo dỡ một năm sau đó.

## Thiết kế và chế tạo
Lớp Cannon có thiết kế hầu như tương tự với lớp Buckley dẫn trước; khác biệt chủ yếu là ở hệ thống động lực Kiểu DET (diesel electric tandem). Các động cơ diesel đặt nối tiếp nhau dẫn động máy phát điện để cung cấp điện năng quay trục chân vịt cho con tàu. Động cơ diesel có ưu thế về hiệu suất sử dụng nhiên liệu, giúp cho lớp Cannon cải thiện được tầm xa hoạt động, nhưng đánh đổi lấy tốc độ chậm hơn.
Vũ khí trang bị bao gồm ba pháo 3 in (76 mm)/50 cal trên tháp pháo nòng đơn có thể đối hạm hoặc phòng không, một khẩu đội pháo phòng không Bofors 40 mm nòng đôi và tám pháo phòng không Oerlikon 20 mm. Vũ khí chống ngầm bao gồm một dàn súng cối chống tàu ngầm Hedgehog Mk. 10 (có 24 nòng và mang theo 144 quả đạn); hai đường ray Mk. 9 và tám máy phóng K3 Mk. 6 để thả mìn sâu. Con tàu vẫn giữ lại ba ống phóng ngư lôi Mark 15 21 inch (533 mm). Thủy thủ đoàn đầy đủ bao gồm 15 sĩ quan và 201 thủy thủ.
Rinehart được đặt lườn tại xưởng tàu của hãng Federal Shipbuilding and Drydock Company ở Newark, New Jersey vào ngày 21 tháng 10, 1943. Nó được hạ thủy vào ngày 9 tháng 1, 1944, được đỡ đầu bởi bà Dorothy Ruth Rinehart, và nhập biên chế cùng Hải quân Hoa Kỳ tại Xưởng hải quân New York vào ngày 12 tháng 2, 1944 dưới quyền chỉ huy của Hạm trưởng, Đại úy Hải quân Partee Wilson Crouch, Jr.

## Lịch sử hoạt động

### Mặt trận Đại Tây Dương
Sau khi hoàn tất việc chạy thử máy huấn luyện tại khu vực Bermuda và phục vụ một thời gian ngắn trong vai trò tàu huấn luyện tại Norfolk, Virginia, Rinehart thực hiện chuyến hộ tống vận tải đầu tiên khi đi đến New York vào ngày 8 tháng 5, 1944, nơi nó tham gia một đoàn tàu vận tải vượt Đại Tây Dương để hướng sang Bắc Phi, đi đến Bizerte, Tunisia vào ngày 1 tháng 6. Nó lên đường chín ngày sau đó cùng đoàn tàu quay trở về Hoa Kỳ, rồi tiếp tục thực hiện một chuyến hộ tống vận tải khứ hồi khác từ ngày 24 tháng 7 đến ngày 7 tháng 9, cùng Đoàn tàu UGS-49 đi từ Norfolk đến Bizerte rồi quay trở về New York.
Sau khi được sửa chữa những hư hại sau chuyến đi tại Xưởng hải quân New York và thực hành huấn luyện tại khu vực Casco Bay, Rinehart 
rời New York vào ngày 14 tháng 10 cho chuyến đầu tiên trong số năm chuyến hộ tống vận tải khứ hồi vượt Đại Tây Dương đi sang Anh và Pháp. Con tàu từ Liverpool, Anh quay trở về New York vào ngày 9 tháng 11; rồi tiếp tục chuyến khứ hồi thứ hai từ Boston, Massachusetts đến Plymouth, Anh và quay trở về New York từ ngày 2 tháng 12 đến ngày 31 tháng 12. Chuyến đi thứ ba giữa New York với Liverpool được con tàu thực hiện từ ngày 18 tháng 1 đến ngày 14 tháng 2, 1945; rồi sau đó từ ngày 8 tháng 3 đến ngày 4 tháng 4 là chuyến đi sang Le Havre, Pháp và Southampton, Anh, xuất phát từ Boston nhưng quay trở về New York. Chuyến hộ tống vận tải khứ hồi cuối cùng xuất phát từ Boston để đi sang Gourock, Scotland và quay trở về New York được nó thực hiện từ ngày 24 tháng 4 đến ngày 19 tháng 5. Trong chuyến đi sau cùng này, nó đã cứu vớt một thủy thủ bị sóng cuốn rơi khỏi tàu chở dầu SS Sea Don vào ngày 1 tháng 5.

### Mặt trận Thái Bình Dương
Sau khi chiến tranh chấm dứt tại châu Âu, Rinehart cùng với Đội hộ tống 55 được điều động sang khu vực Mặt trận Thái Bình Dương. Họ rời New York vào ngày 9 tháng 6, 1945, tiến hành huấn luyện ôn tập tại khu vực vịnh Guantánamo, Cuba trước khi băng qua kênh đào Panama vào ngày 1 tháng 7, có một chặng dừng ngắn tại San Diego, California vào ngày 9 tháng 7 trước khi tiếp tục hành trình, và đi đến Trân Châu Cảng vào ngày 21 tháng 7. Con tàu được bảo trì và huấn luyện trước khi cùng với Đội hộ tống 55 rời khu vực quần đảo Hawaii vào ngày 8 tháng 8 để hộ tống cho chiếc SS Empress of Australia đi sang đảo Eniwetok thuộc quần đảo Marshall. Lúc đang trên đường đi, nó nhận được tin tức về việc Nhật Bản đã chấp nhận đầu hàng vào ngày 15 tháng 8 giúp kết thúc cuộc xung đột.
Tại khu vực quần đảo Marshall, Rinehart được phân công tuần tra dọc theo các tuyến đường vận tải hàng hải; vào ngày 12 tháng 9, nó đã trợ giúp cho chiếc LCVP-3832 bị trôi dạt trên biển. Nó lên đường vào ngày 26 tháng 9 để hướng đến đảo Wake, nơi nó đảm nhiệm vai trò tàu chỉ huy và thông tin liên lạc cho đến khi được thay phiên vào ngày 4 tháng 10. Quay trở lại Eniwetok ngang qua Bikini, con tàu đã phục vụ tiếp liệu cho ba tàu quét mìn lớp YMS đặt căn cứ tại đây. Nó lại viếng thăm Bikini một lần nữa từ ngày 19 đến ngày 21 tháng 10 cho nhiệm vụ tương tự, rồi quay trở lại Wake vào ngày 24 tháng 10 tiếp tục phục vụ như tàu chỉ huy và thông tin liên lạc. Trong các ngày 28 và 29 tháng 10, trong hoàn cảnh thời tiết xấu do một cơn bão, nó đã trợ giúp cho chiếc tàu buôn SS Pierre Victory thoát ra khỏi mắc cạn giữa các rạn san hô.
Khởi hành từ Wake vào ngày 1 tháng 12, Rinehart ghé đến Eniwetok để đón lên tàu những hành khách hải quân nhằm vận chuyển họ quay về khu vực Hawaii, đi đến Trân Châu Cảng vào ngày 15 tháng 12. Nó đã phục vụ như tàu quan trắc thời tiết tại khu vực trong tháng 1, 1946, rồi khởi hành vào ngày 2 tháng 2 để cùng tàu chị em Thornhill (DE-195) quay trở về Hoa Kỳ. Nó ghé qua San Pedro, California trước khi băng qua kênh đào Panama vào ngày 1 tháng 3 và đi đến Xưởng hải quân Boston vào ngày 7 tháng 3. Nó cùng Thornhill tiếp tục đi đến Green Cove Springs, Florida một tuần sau đó để chuẩn bị ngừng hoạt động, rồi được cho xuất biên chế vào ngày 17 tháng 7, 1946 và được đưa về Đội Florida trực thuộc Hạm đội Dự bị Đại Tây Dương.

### HNLMSDe Bitter(F807)
Con tàu được chuyển cho chính phủ Hà Lan vào ngày 1 tháng 6, 1950 trong khuôn khổ Chương trình Viện trợ Quân sự, đồng thời rút tên khỏi danh sách Đăng bạ Hải quân Hoa Kỳ vào ngày 26 tháng 9, 1950. Nó tiếp tục phục vụ cùng Hải quân Hoàng gia Hà Lan như là chiếc tàu frigate HNLMS De Bitter (F807) cho đến khi ngừng hoạt động vào tháng 12, 1967 và bị bán để tháo dỡ vào tháng 2, 1968.

## Phần thưởng
Nguồn: Navsource Naval History
|  |  |  |
|  |  |  |

| Huân chương Chiến dịch Hoa Kỳ                 |                                                    |                                      |
| Huân chương Chiến dịch Châu Á-Thái Bình Dương | Huân chương Chiến dịch Châu Âu-Châu Phi-Trung Đông | Huân chương Chiến thắng Thế Chiến II |